# Leonel Kaplan
Leonel Kaplan (nacido en 1973) es un trompetista e improvisador de jazz contemporáneo argentino.
Es considerado, junto al Gato Barbieri y Guillermo Gregorio, como uno de los músicos argentinos con mayor proyección internacional.
Kaplan ha tocado y grabado con una larga lista de músicos, incluyendo a John Butcher, Christof Kurzmann, Michel Doneda, Tatsuya Nakatani, Axel Dörner, Klaus Filip, Birgit Ulher, Lê Quan Ninh, Tetuzi Akiyama y Nate Wooley entre muchos otros. 

## Discografía
- Christof Kurzmann, Leonel Kaplan (2022) Pandemic Conversations. Catalytic Artist Album
- Various Artists (2019) New Improvised Music from Buenos Aires. ESP-Disk
- Klaus Filip & Leonel Kaplan (2015). Tocando Fondo. Another Timbre
- Birgit Ulher & Leonel Kaplan (2015). Stereo Trumpet. Relative Pitch Records
- John Butcher, Christof Kurzmann & Leonel Kaplan (2013). Shortening Distances. L’innomable
- Christof Kurzmann, Edén Carrasco & Leonel Kaplan (2012). Casa Corp. Dromos Records
- Christof Kurzmann, Edén Carrasco & Leonel Kaplan (2011). Una Casa/Observatorio. Three Chairs Recordings
- Ivar Grydeland, Leonel Kaplan, Axel Dörner & Diego Chamy (2011). Portraits 2004. Audition Records
- Tetuzi Akiyama, Edén Carrasco & Leonel Kaplan (2009). Moments of Falling Petals. Dromos Records
- Nate Wooley, Audrey Chen & Leonel Kaplan (2006). Silo. Utech Records
- Axel Dörner, Leonel Kaplan & Diego Chamy (2005). Absence. Creative Sources